# Atanycolus cryptaspis
Atanycolus cryptaspis är en stekelart som beskrevs av Roy D. Shenefelt 1943. Atanycolus cryptaspis ingår i släktet Atanycolus och familjen bracksteklar. Inga underarter finns listade.